# Josué Maychi
Josué Eduardo Maay Chi' (Hopelchén, Campeche, 7 de febrero de 1988), estilizado como Josué Maychi, es un actor de cine, teatro y televisión mexicano, conocido por sus trabajos en Malinche (2018) como Cuauhtémoc y Hernán (2019) cómo Potonchán.

## Inicios
Maychi nació en Hopelchén, Campeche, donde vivió hasta los 18 años, y luego se mudó a San Francisco de Campeche donde realizó su licenciatura en Administración. Proviene de una familia maya, razón por la qué es un hablante nativo del idioma maya.

"La primera vez que estuve en un set me temblaban las piernas porque nunca había estado frente a cámara, pero siempre me he encontrado con personas que me apoyan. Todo este trabajo, como actor ha sido un gran aprendizaje. Cada vez que yo quería hablar sobre mi narrativa, mi bagaje, todo lo que tiene que ver con mi lengua, me decían que lo evitara, pero me costaba mucho alejarme de lo que soy” 
Maychi en entrevista.

Se mudó a la Ciudad de México y egresó en 2011 de la licenciatura en Administración, pero casi a la par comenzó una carrera en Teatro, la cual le ha permitido participar en proyectos que precisamente han contribuido a visibilizar la situación por la que atraviesan personas de pueblos originarios.
En 2015 el actor trabajó en la obra ‘El molino de maíz’, la cual se centra en la visibilización de la mujer maya y posteriormente, en 2017 participó en la obra ‘Andares’ de Makuyeika Creativo Teatral y dirigida por Héctor Flores Komatsu, en donde se reunió con actores de Chiapas, Morelos y Oaxaca y compartieron desde sus historias, la vivencia de sus infancias, la vida en sus comunidades y cómo enfrentan a la sociedad. Esta obra les permitió recorrer teatros de China, Nueva York, Chicago, Alemania, Chile, Francia y Holanda, así como en pequeñas comunidades como la Sierra Tarahumara y comunidades indígenas mayas.

“El teatro se vuelve un escaparate para poder hablar de aquello que de otras maneras no podríamos porque tal vez duele; el teatro permite a través de su poesía y su lenguaje que podamos decir lo que nos importa” 
Maychi en Entrevista.

Ha participado en proyectos para televisión cómo Malinche (2018), Hernán (2019) y hará su debut cinematográfico con la cinta Presencias (2021), dirigida por Luis Mandoki, y actuando junto a Alberto Ammann y Yalitza Aparicio.
Como dramaturgo escribió Jats’uts sáastal Bello Amanecer (2014), colabora en Andares (2017), Venados Caminantes (2017), y Ch'e'en: asomándose al pozo; obra en lengua maya. También ha fungido como asesor para proyectos teatrales en lengua maya.

"Como actor maya que soy, muchas veces se nos frena o se nos quitan cosas. Cuando tenía mi formación, el "problema" era el acento; todo el tiempo me decían "no hables así, no hables así”.
Maychi en entrevista.

Maychi interpretó un personaje en la película del Universo Cinematográfico de Marvel, Black Panther: Wakanda Forever, secuela de la cinta Black Panther de 2018.

## Filmografía

### Teatro
| Año       | Título             | Director                | Notas |
| --------- | ------------------ | ----------------------- | ----- |
| 2017-2022 | Andares            | Héctor Flores Komatsu   |       |
| 2016      | El cartero del rey | Emmanuel Méndez Serrano |       |
| 2015      | El Molino de Maíz  | Jorge Castro            |       |
| 2014      | Nuevo amanecer     | Jorge Castro            |       |

### Televisión
| Año  | Título   | Personaje  | Director             | Notas               |
| ---- | -------- | ---------- | -------------------- | ------------------- |
| 2018 | Malinche | Cuauhtémoc | Julián de Tavira     | Debut en televisión |
| 2019 | Hernán   | Potonchán  | Norberto López Amado |                     |

### Cine
| Año  | Título                         | Personaje   | Director     | Notas         |
| ---- | ------------------------------ | ----------- | ------------ | ------------- |
| 2021 | Presencias                     | ?           | Luis Mandoki | Debut en cine |
| 2022 | Black Panther: Wakanda Forever | Chamán maya | Ryan Coogler |               |

## Premios y nominaciones
Es Premio Estatal de la Juventud 2017. Nominado al Premio ACPT a la Revelación Masculina por ANDARES, 2019. Recibió el máximo reconocimiento otorgado por el Municipio de Hopelchén, Campeche, como el Chenero Distinguido 2020.